# MBC 뉴스 NOW
MBC 뉴스 NOW는 대한민국을 방송권역으로 하는 지상파 방송사인 MBC가 운영하는 인터넷 방송이다.

## 개요
이 채널은 홈페이지, 인터넷과 스마트폰의 my M, 스마트폰 뉴스 애플리케이션인 MBC NEWS 앱으로 시청할 수 있다. 2020년 2월 4일에 다시 MBC 뉴스 NOW로 환원되었다.
MBC 뉴스투데이, 930 MBC 뉴스, 12 MBC 뉴스, MBC 2시 뉴스외전, MBC 5시 뉴스와 경제, MBC 뉴스데스크, MBC 뉴스 25, MBC 뉴스 (주말), MBC 뉴스특보 등의 뉴스 프로그램과 탐사기획 스트레이트 등의 시사 프로그램이 방송된다.

## 연혁
- 2019년 12월 5일: MBC 뉴스 NOW 시험 방송 시작
- 2020년 2월 4일: MBC 뉴스 NOW 개국

## 프로그램
본 프로그램에서 격조 높은 MBC TV, 지역국으로 방송된 보도와 시사 전문 프로그램 방송을 편성하고 있다.

### 시사
- 탐사기획 스트레이트